# Region Przemysłowy Keiyō
Region Przemysłowy Keiyō (jap. 京葉工業地域 Keiyō Kōgyō Chiiki) – strefa przemysłowa w Japonii, na głównej wyspie Honsiu (Honshū), ciągnąca się wzdłuż północnych i wschodnich wybrzeży Zatoki Tokijskiej, od miasta Urayasu do Futtsu. Region ten nosi także nazwę: Nadmorski Pas Przemysłowy Keiyō (京葉臨海工業地帯 Keiyō Rinkai Kōgyō Chitai).
Stanowi część Regionu Przemysłowego Keihin.
Rozwinięte hutnictwo żelaza i stali oraz przemysł metalowy, petrochemiczny i stoczniowy. Głównymi ośrodkami przemysłowymi strefy są m.in.: Chiba, Kisarazu, Sodegaura, Funabashi, Ichikawa, Ichihara, Kimitsu.

## Historia
Po I wojnie światowej strefa przemysłowa Keihin od Tokio do Jokohamy została już utworzona, ale nadal wzdłuż wybrzeża Zatoki Tokijskiej istniały wioski, w których hodowano wodorosty i skorupiaki. 
W 1935 roku, gdy kwitł przemysł zbrojeniowy, Ministerstwo Handlu i Przemysłu doprowadziło do rozproszenia fabryk i lokalizując m.in. przemysł maszynowy w Ichikawa i Funabashi. Następnie, od 1940 roku Ministerstwo Spraw Wewnętrznych realizowało plan utworzenia przybrzeżnej strefy przemysłowej Zatoki Tokijskiej, odzyskując jej wybrzeża od miasta Ichikawa do miasta Ichihara. 
Po II wojnie światowej władze prefektury Chiba przyciągnęły duże fabryki w miejsce dawnej fabryki samolotów. W 1953 roku Kawasaki Steel (obecnie JFE Steel) rozpoczęła działalność na tym terenie, a w 1954 roku Tokyo Electric Power Company (TEPCO) położyła podwaliny pod nowy obszar przemysłowy Keiyō. Sposób rekultywacji Zatoki Tokijskiej od miasta Ichihara do południowej części miasta Kisarazu nosi nazwę „metody Chiba”. Dzięki temu ulokowano tu wiele firm, powstały nadmorskie kompleksy m.in.: petrochemiczny i hutniczy.

## Galeria

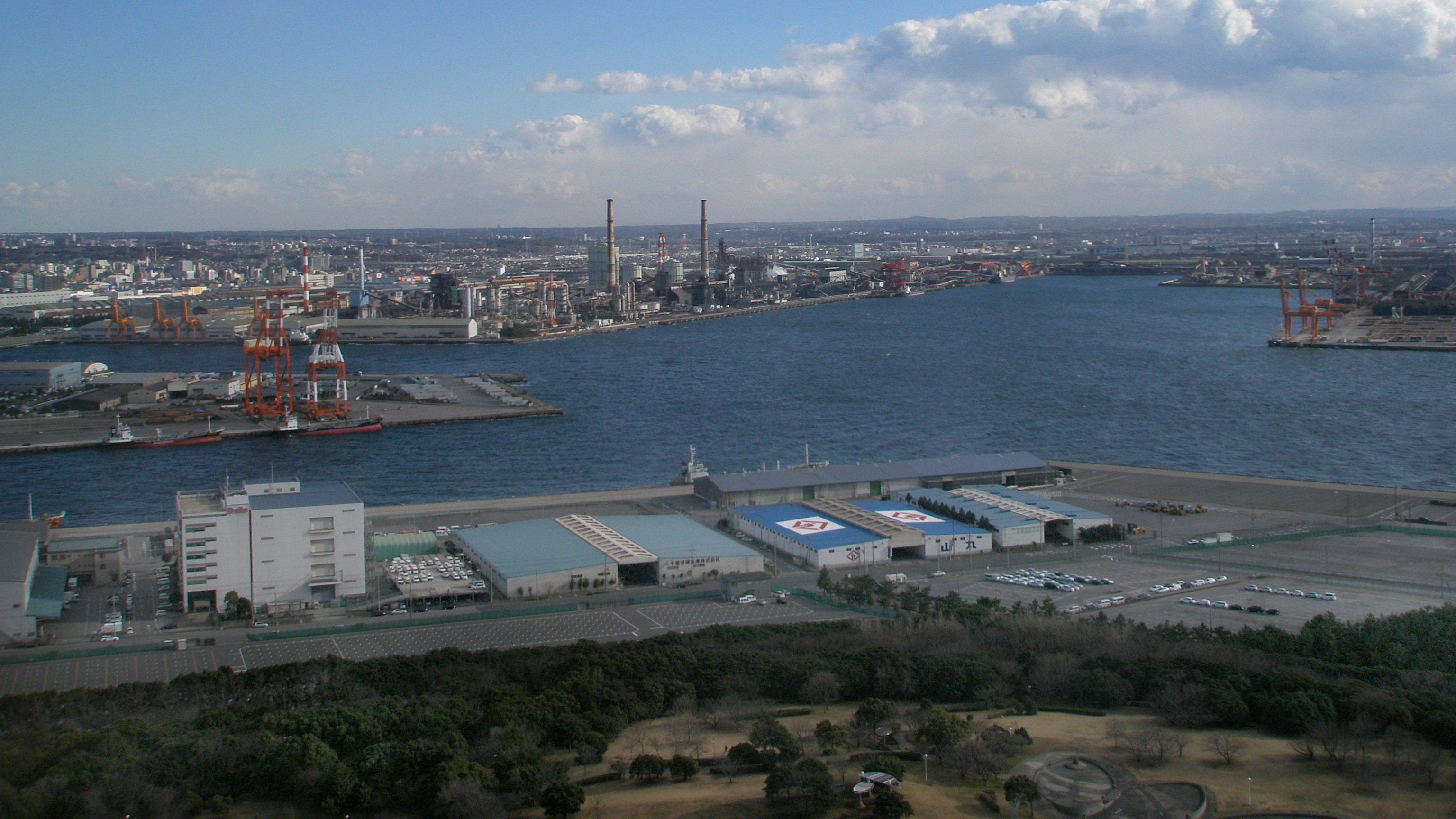
Widok z wieży portowej w Chiba
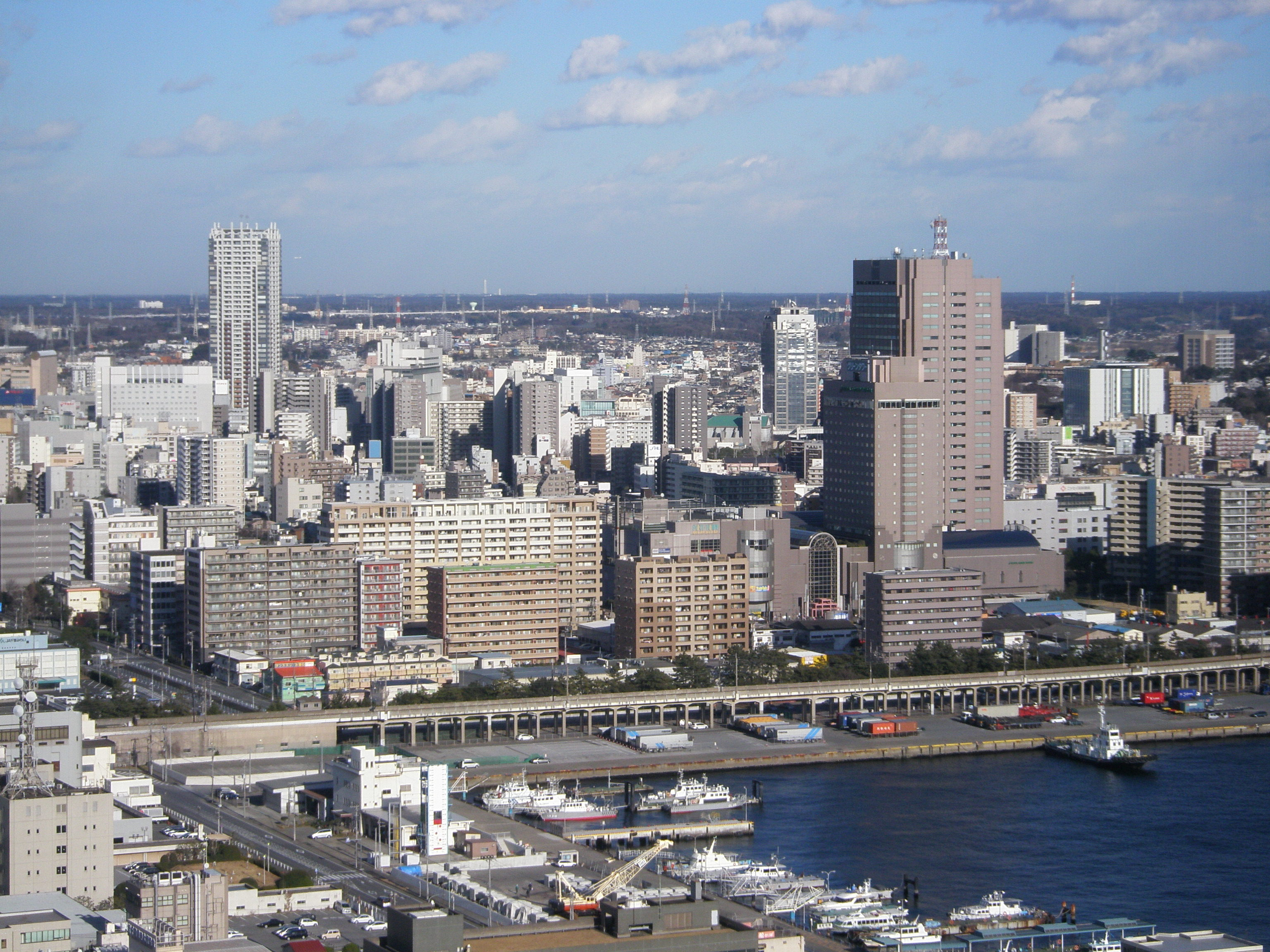
Centralna część portu Chiba
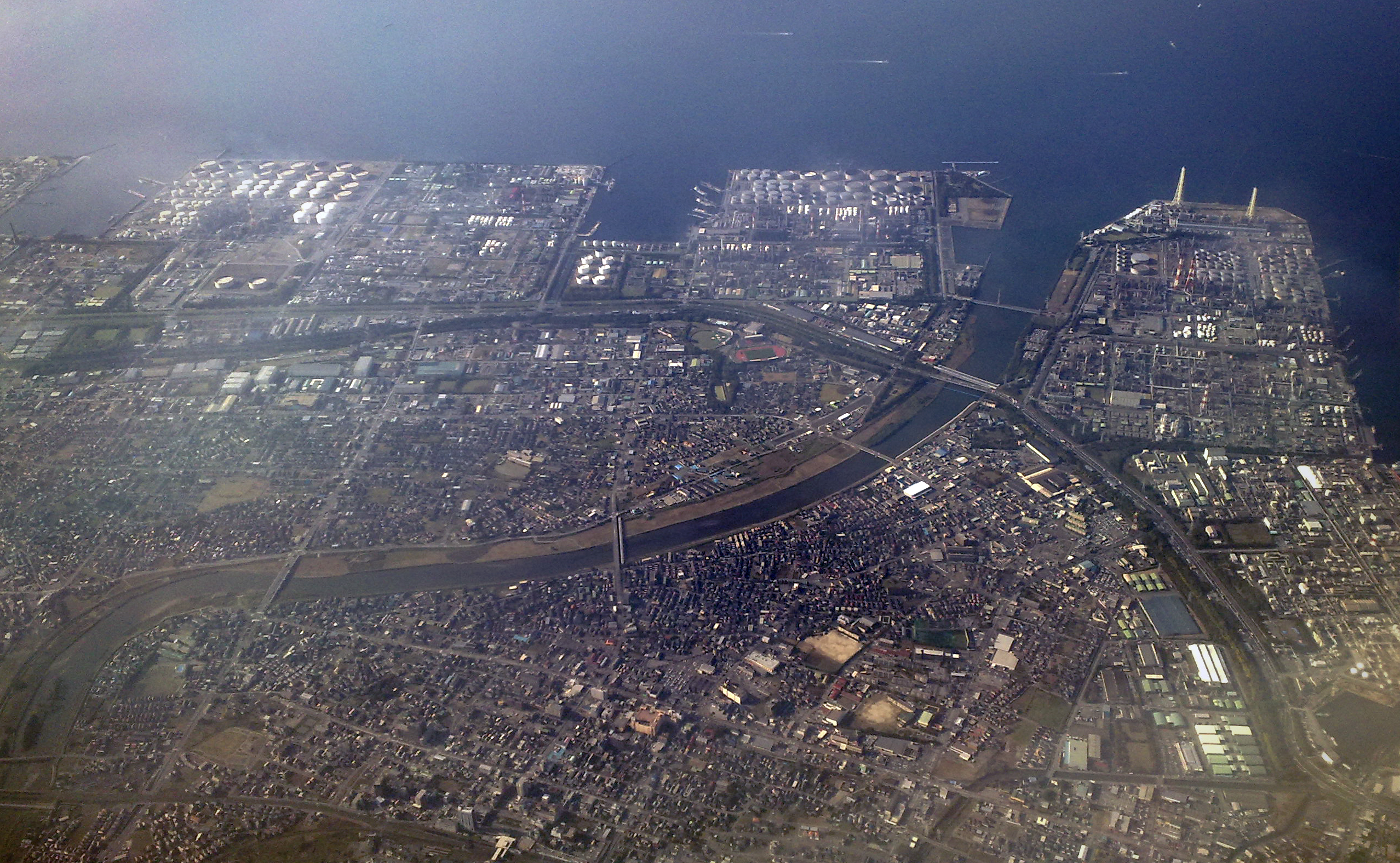
Rzeka Yōrō i port Chiba
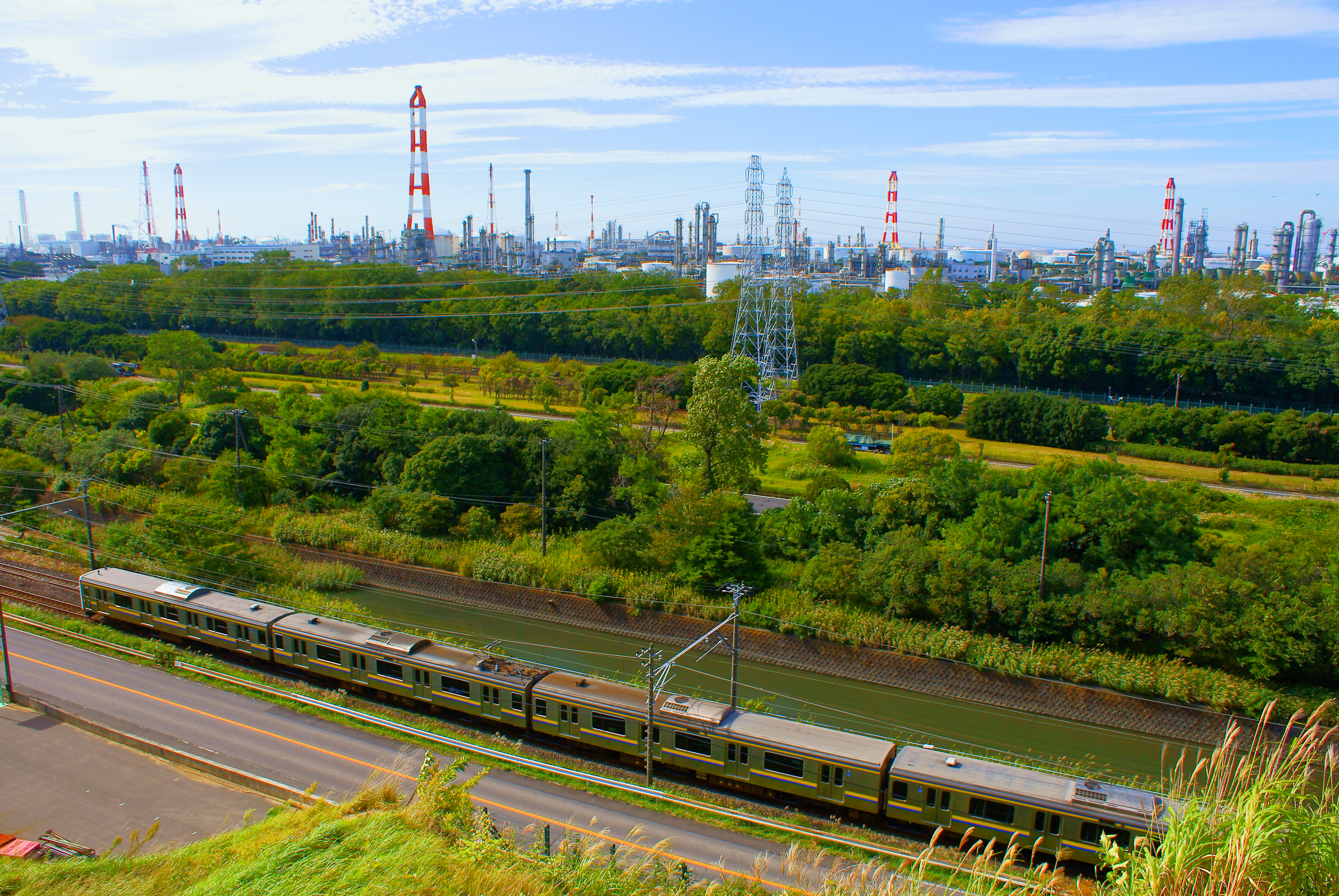
Sodegaura, kompleks petrochemiczny